# Noura Berrouba
Noura Moubaraka Berrouba, född 17 februari 1994, är en svensk samhällsvetare som 2022-2025 var ordförande för Landsrådet för Sveriges Ungdomsorganisationer (LSU).

## Biografi
Berrouba började sitt engagemang i Europeiska ungdomsparlamentet Sverige där hon var vice ordförande mellan 2012 och 2014 med ansvar för internationella frågor.
Berrouba var ungdomsrepresentant för Sveriges ungdomsorganisationer i den svenska delegationen vid FN:s 71:a generalförsamling, i New York 2016. Berrouba fortsatte efter året som ungdomsrepresentant att vara aktiv inom FN fram tills 2018, då som medlem av International Commission on Population and Development, tidigare FN:s befolkningskommissions expertgrupp för Centralasien. Expertgruppen består av representanter från nationella statistikkontor, beslutsfattare, forskare och organisationer från  civilsamhället som tog fram en regional övervakningsram för att granska framstegen i genomförandet av handlingsplanen för den internationella konferensen om befolkning och utveckling (ICPD) som gjorts efter år 2014 i UNECE-regionen.
År 2025 tillträdde hon tjänsten som stabschef vid Daniel Sachs Foundation.